# Santed
Santed ist ein spanischer Ort und eine Gemeinde (municipio) mit nur noch 71 Einwohnern (Stand: 2024) im Süden der Provinz Saragossa in der Autonomen Gemeinschaft Aragonien. Die Gemeinde gehört zur bevölkerungsarmen Serranía Celtibérica.

## Lage und Klima
Santed liegt ca. 95 Kilometer südsüdwestlich der Provinzhauptstadt Saragossa in einer Höhe von ca. 1100 m. 
Das Klima ist gemäßigt bis warm; Regen (ca. 472 mm/Jahr) fällt übers Jahr verteilt.

## Bevölkerungsentwicklung
| Jahr      | 1970 | 1981 | 1991 | 2001 | 2011 | 2021 |
| Einwohner | 166  | 90   | 84   | 78   | 67   | 64   |

Die Mechanisierung der Landwirtschaft, die Aufgabe bäuerlicher Kleinbetriebe und der damit verbundene Verlust von Arbeitsplätzen führten in der zweiten Hälfte des 20. Jahrhunderts zu einem deutlichen Rückgang der Bevölkerungszahl (Landflucht).

## Sehenswürdigkeiten
- Jakobuskirche (Iglesia de Santiago)
- Reste der Burganlage

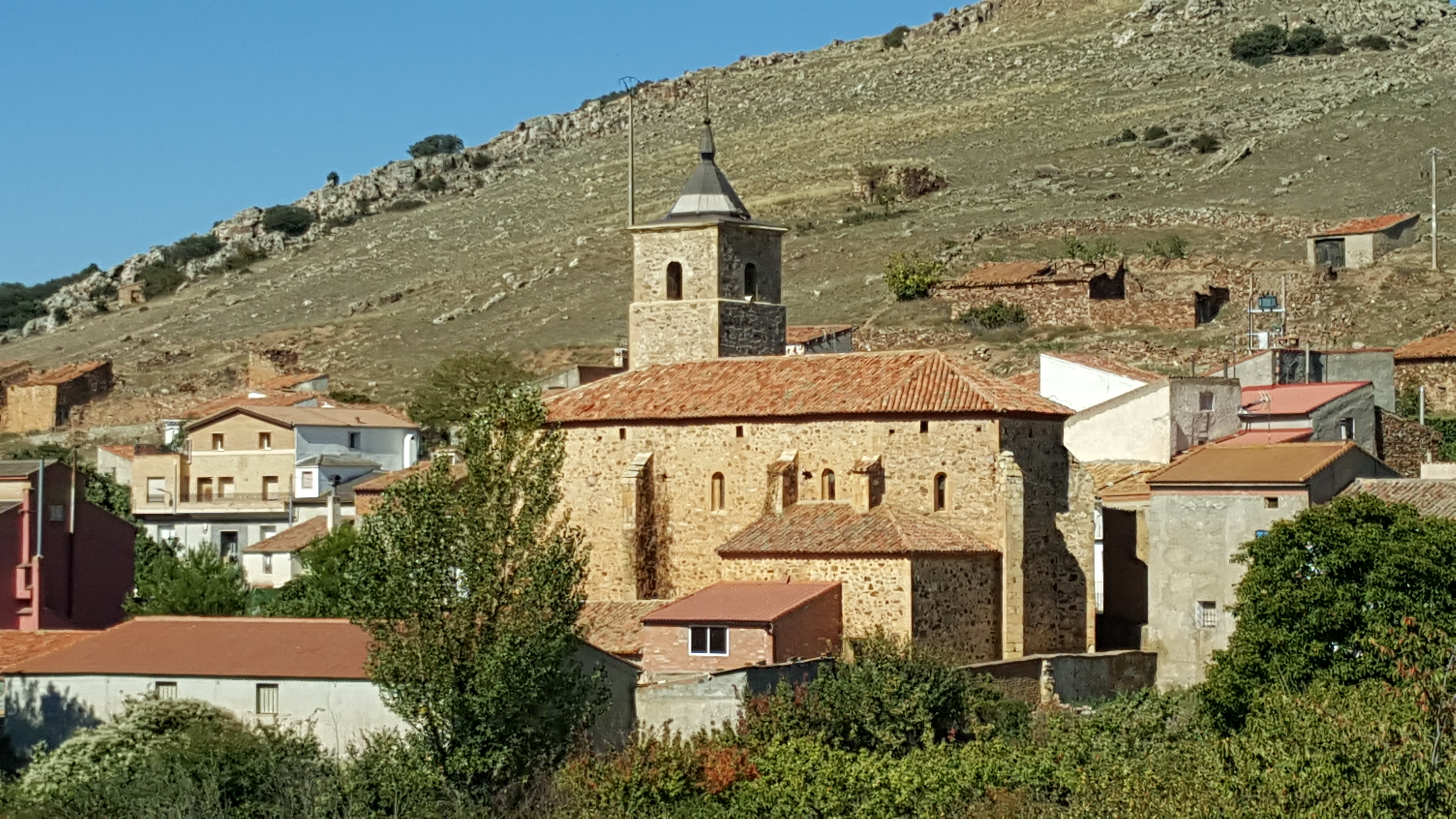
Jakobuskirche
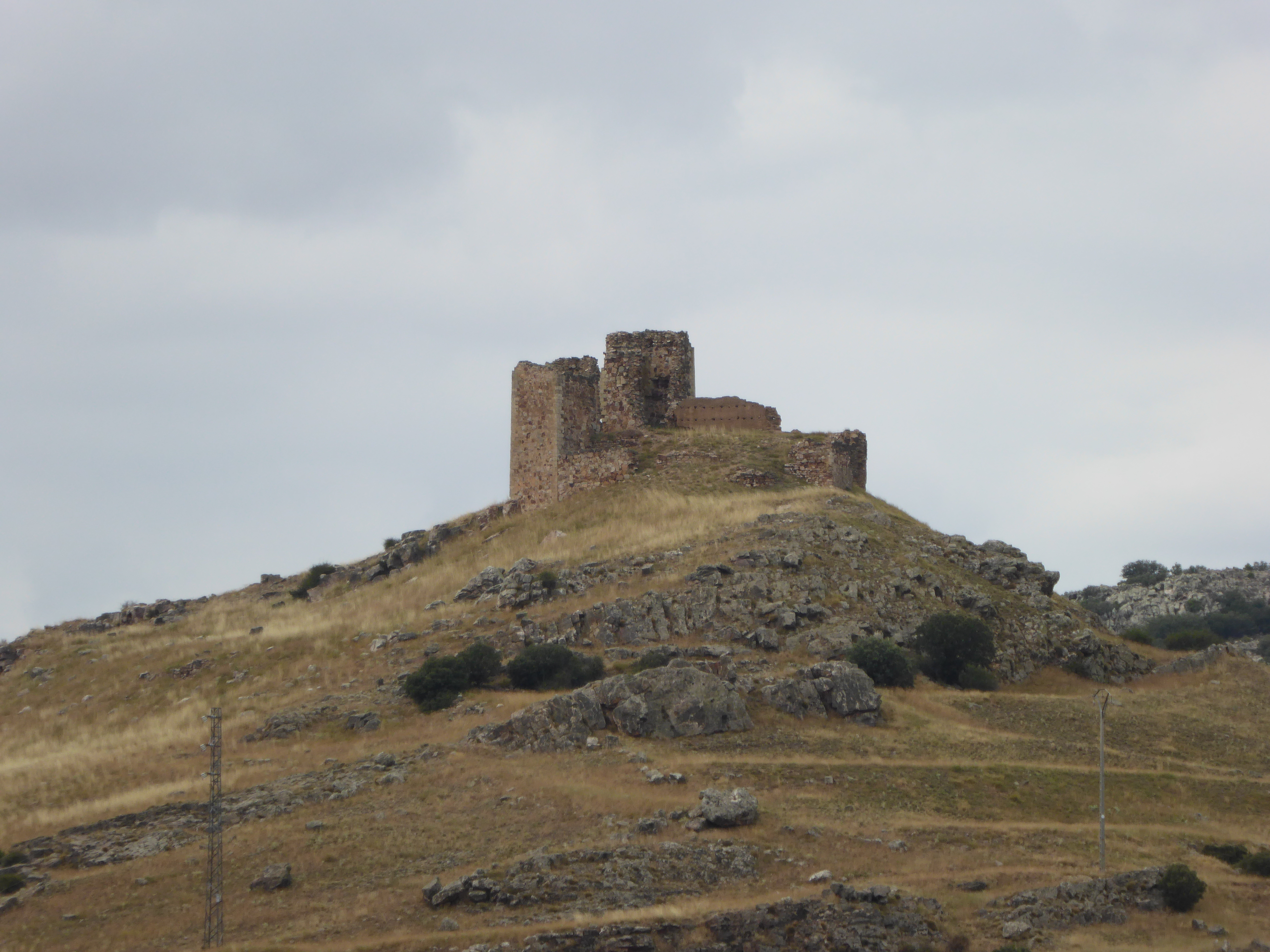
Reste der Burganlage